# 에인트호번 마라톤

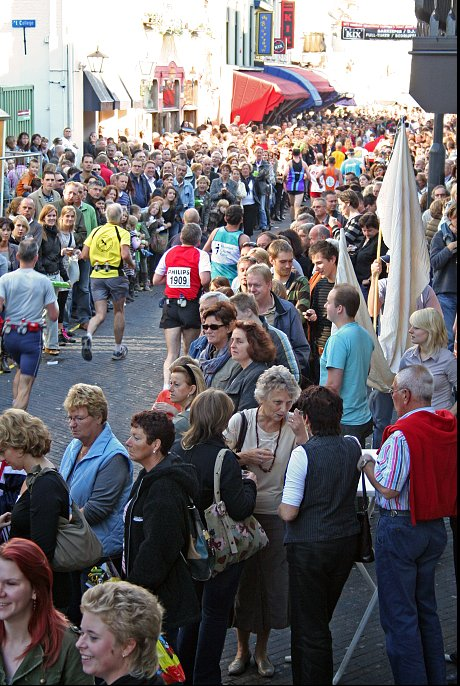

에인트호번 마라톤(Eindhoven Marathon)은 네덜란드, 에인트호번에서 매년 10월에 열리는 마라톤 대회이다. 1990년에 처음 시작되었다.